# Ignaz von Schönfeld
Ignaz Ritter von Schönfeld (* 1778 in Prag; † 11. November 1839 in Wien) war ein österreichischer Beamter, Unternehmer und Genealoge.

## Familie
Ignaz von Schönfeld war ein Sohn des k. k. Hofbuchdruckers Johann Ferdinand von Schönfeld und der Johanna Lehnert. Er war verheiratet mit Susanna Gräfin von Logothetti (* 16. Januar 1785 in Czernowitz; † 18. April 1857 in Wien, zuletzt wohnhaft in der Leopoldstadt Nr. 547, Tochter des Jakub Graf Logothetti und der Catherine d'Ymbault). Aus der Ehe sind bisher vier Kinder bekannt:
- Leon, † nach 1818.[3]
- Eduard, * 24. März 1809 in Czernowitz;  † 10. Dezember 1839 in Wien; ledig; Oberleutnant im k. k. Dragonerregiment Großherzog von Toscana, Leopold II., Nr. 4 in Güns (Ungarn) und Innsbruck; zuletzt wohnhaft in der Wollzeil Nr. 861.[4]
- Johann Ferdinand, * 1814 in Czernowitz; † 24. Dezember 1857 in Wien; Amtsschreiber in Wien, 1853 wegen Blödsinnigkeit entmündigt, zuletzt wohnhaft in der Leopoldstadt Nr. 547.[5]
- Maria, * 1815 in Czernowitz; † 19. November 1835 in Wien.[6]

## Leben
Ignaz von Schönfeld studierte Rechtswissenschaften an der Karls-Universität Prag, arbeitete zunächst bei den Landgerichten in Tarnów und Czernowitz, wurde 1805 Landrat, quittierte 1813 den Dienst und führte zunächst die Prager Druckerei seines Vaters, die er bereits 1818 an seinen Bruder Jakob übergab. Anschließend verzog nach Wien, wo er als Handelsvertreter eine Hofagentenstelle übernahm. Wenig später war er Mitbegründer des Vereins der Ersten österreichischen Spar-Casse in der Leopoldstadt in Wien, an dessen Leitung er bis 1828 beteiligt war. Danach reiste er kurzzeitig im Auftrag der Familie Logothetti nach Odessa.
Nach dem Tod seines Vaters (1821) verwaltete er dessen in Wien hinterlassenes Schönfeldsches technologisches Museum sowie das Schönfeldsches Adelsarchiv. Das Museum verkaufte er bereits 1822/23. Auf Grundlage der umfangreichen Adelssammlung gab er 1824 den ersten österreichischen Adelsschematismus heraus, erregte damit jedoch den Widerstand der kaiserlichen Behörden und veräußerte daher 1825 auch das Adelsarchiv. Er investierte den Erlös mit wenig Erfolg in verschiedene wirtschaftliche Unternehmungen und musste zudem das Adelsarchiv Anfang der 1830er Jahre wegen eines drohenden Rechtsstreits wieder zurücknehmen.
Sein wirtschaftlich-politisches Verdienst ist in der maßgeblichen Beteiligung und Entwicklung der ersten österreichischen Sparkasse zu sehen, die das Wohl der ärmeren Bevölkerung förderte.

## Werke
- Handbuch der erläuterten Gerichtsordnung. Neubearbeitung. Prag und Wien 1801 (onb.ac.at).
- Adelsschematismus des österreichischen Kaiserstaates. Band 1. Wien 1824 (onb.ac.at).
- Adelsschematismus des österreichischen Kaiserstaates. Band 2. Wien 1825 (onb.ac.at).